# Monarchie catholique espagnole
Pour les articles homonymes, voir Monarchie espagnole (homonymie).
1479–1716
Entités précédentes :
- Couronne de Castille
- Couronne d'Aragon
- Royaume de Grenade (1492)
- Royaume de Navarre (Haute-Navarre, 1516)
- Pays-Bas bourguignons (1516)
- Saint-Empire :
- Duché de Milan (1540)
- Royaume de Portugal (1580)

Entités suivantes :
- Royaume d'Espagne (1700)
- Provinces-Unies (1581)
- Royaume de Portugal (1640)
- Saint-Empire :
- Duché de Milan (1707)
- Roy. de Naples (1713)
- Roy. de Sardaigne (1713)
- États de Savoie :
- Royaume de Sicile (1713)
- Régence d'Alger (1516)
- Régence de Tripoli (1551)
- Régence de Tunis (1574)

La Monarchie catholique espagnole, Monarchie catholique, Monarchie espagnole, Monarchie hispanique, voire la Monarchie, désigne l'ensemble des territoires tenus par les monarques espagnols de la fin du XVe siècle à 1716. Cette désignation vient du titre de « Roi catholique », concédé par le pape aux souverains Ferdinand le Catholique (Aragon) et Isabelle la Catholique (Castille) en 1496. Elle constitue une union dynastique de principautés réputées égales et indépendantes partageant un prince commun, assisté personnellement par un système polysynodique de conseils spécialisés.
Le souverain agissait dans chaque territoire de la monarchie comme le prince particulier, contraint de respecter les usages et les lois de ce territoire. Malgré cette nécessité de se plier aux traditions de chaque partie, une politique commune s'exprimait, en particulier dans les domaines de la guerre et de la diplomatie, en s'appuyant sur la domination de fait de la couronne de Castille dans l'ensemble.
La monarchie naît en 1479 de l'union des couronnes de Castille et d'Aragon. À cette mise primitive se sont associés les territoires de la maison de Bourgogne en 1504, le duché de Milan en 1540 et la couronne de Portugal de 1581 à 1640. Dans le même temps, la couronne de Castille s'accroît de la Navarre et surtout d'un immense empire colonial, et celle d'Aragon du royaume de Naples (1504). Stricto sensu, elle disparaît en 1716 par la guerre de Succession d'Espagne qui voit l'unification des territoires hispaniques de la couronne en un royaume d'Espagne, pourvu d'un empire colonial outre-mer, mais perdant ses dépendances en Europe.

## Une désignation par défaut
L'expression de monarchie catholique a été forgée faute de mieux, pour pouvoir désigner une construction dynastique dans laquelle chaque royaume restait nominalement égal et indépendant des autres. Contrairement au royaume de France, à celui d'Angleterre ou au Saint-Empire, elle ne correspond pas à une pyramide féodale dessinant une mouvance. On ne pouvait donc pas trouver de dénomination féodale subsumant l'ensemble de ces terres. Dans les actes officiels, la question ne se posait pour ainsi dire pas : l'usage voulait en effet qu'on mentionne la titulature du souverain dans son intégralité, et toutes les entités étaient du coup traitées objectivement et selon leur rang. Quand, en revanche, on voulait désigner le monarque et ses territoires de façon synthétique, il était difficile de ne léser aucune partie de l'ensemble sans tomber dans le catalogue de la vingtaine de titres royaux que portait le souverain.
De même qu'il était impossible de parler de roi d'Espagne pour la simple et bonne raison qu'il n'existait pas de tel royaume, on ne pouvait utiliser le terme de royaume ou de royauté pour désigner l'ensemble. La multiplicité des royaumes au sein de la monarchie posait problème : aurait-on alors voulu parler de l'ensemble des terres du roi ou d'un royaume en particulier. Le royaume qui dominait l'ensemble était celui de Castille, et de fait, une partie des cours étrangères désignait le souverain espagnol comme roi de Castille, mais les autres royaumes condamnaient jalousement cet usage. Le terme de couronne était à proscrire pour une raison semblable : la monarchie était née de la réunion de deux couronnes, qui persistaient dans l'organisation de celle-ci. Le terme de principat était encore à exclure puisqu'il était employé pour désigner la Catalogne.
La seule désignation neutre et englobante qu'on put trouver était celle de Monarchie, qualifiée de "catholique" en référence au titre de Roi catholique décerné collectivement aux souverains des couronnes d'Aragon et de Castille en 1496 pour récompenser l'expulsion des infidèles en 1492 (conquête de la dernière Taïfa musulmane et conversion forcée des Juifs).

## Formation
La monarchie catholique est le fruit d'une intense politique d'alliances matrimoniales croisées entre les différentes maisons régnantes de la fin du XVe siècle. La principale union fut celle des deux branches de la maison de Trastamare par le mariage de Ferdinand II d'Aragon et d'Isabelle Ire de Castille. Ainsi s'unissaient les deux principales puissances de la péninsule ibérique. Les enfants du couple royal furent fiancés avec les héritiers de deux autres maisons royales : celle d'Autriche-Bourgogne et celle de Portugal par les mariages des infants Jean et Jeanne avec les archiducs Marguerite et Philippe et des infantes Isabelle et Marie avec le roi Manuel de Portugal.
La mort de don Juan, d'Isabelle et de son fils Don Miguel de la Paz firent de Jeanne et de son époux Philippe de Habsbourg les héritiers des rois catholiques, faisant s'éloigner la possibilité d'une union dynastique des trois couronnes de la péninsule. La monarchie intégra au contraire les territoires flamands de la maison de Bourgogne. La poursuite des mariages croisés avec le Portugal fit néanmoins entrer cette couronne dans la monarchie en 1581. Charles Quint, fils de Philippe et de Jeanne, épousa sa cousine germaine Isabelle de Portugal (par sa tante Marie d'Aragon), tandis que sa sœur Catherine épousait leur cousin germain, frère de l'impératrice Isabelle. Philippe II d'Espagne, fils de Charles-Quint, qui avait épousé sa cousine germaine Marie-Manuelle de Portugal se trouvait donc être à la fois petit-fils, neveux, gendre, cousin germain et oncle de trois rois de Portugal. Cette union avec le Portugal ne dura que soixante ans.
À côté de cet ensemble d'unions et d'héritages, plusieurs terres entrèrent dans la monarchie par la conquête. C'est le cas des royaumes de Naples et de Navarre, conquis par Ferdinand II d'Aragon sur ses cousins. Le duché de Milan fut incorporé du fait de l'investiture par Charles-Quint de son fils Philippe après la déshérence de ce fief impérial. L'empire colonial est le fruit du plus pur droit de conquête. L'union avec le Portugal, si elle s'appuyait sur des arguments dynastiques tout à fait valables, fut également « accélérée » par l'intervention militaire du duc d'Albe.

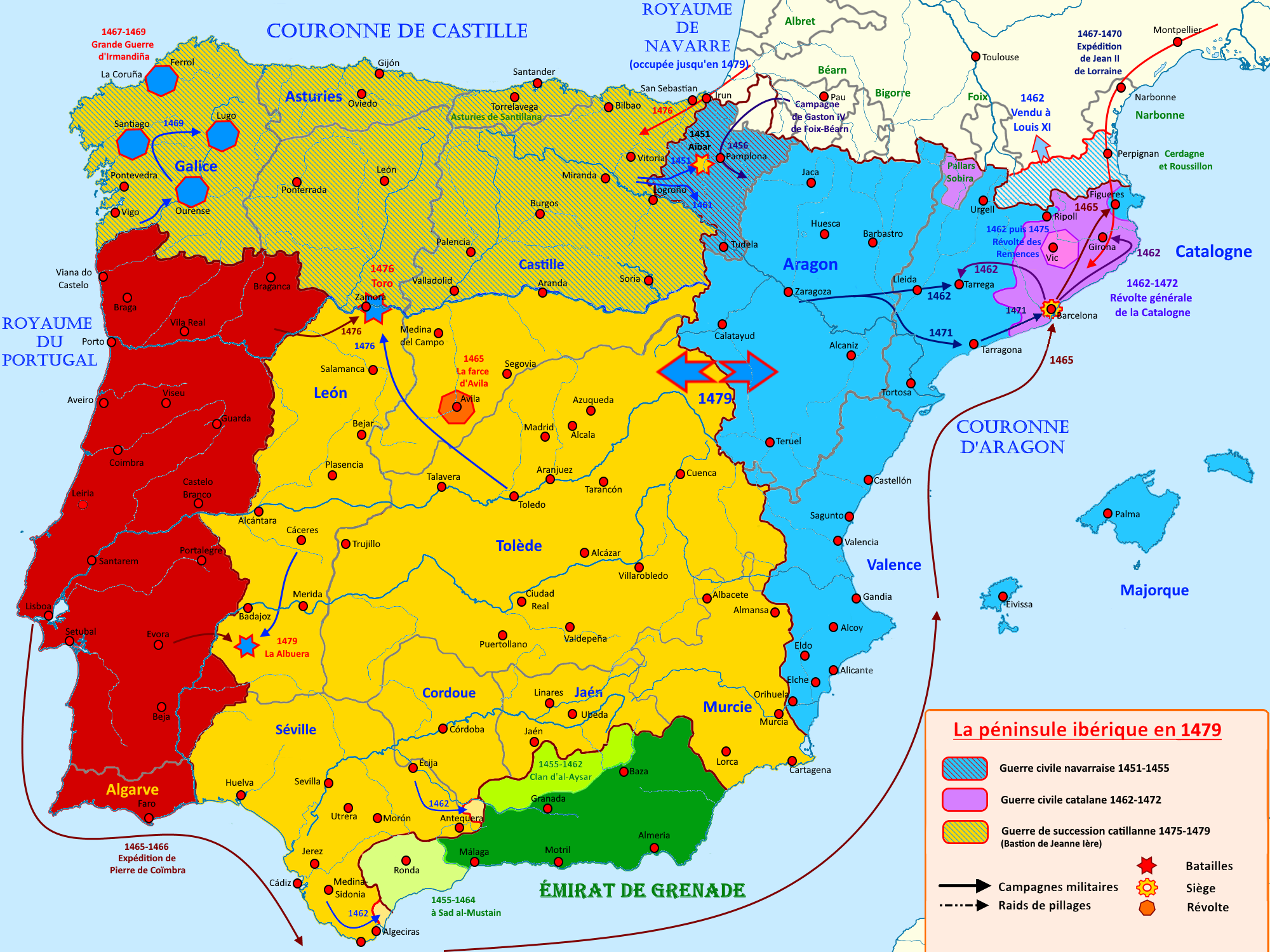
La guerre civile catalane (1462-1472) et la guerre de succession castillane (1476-1479)
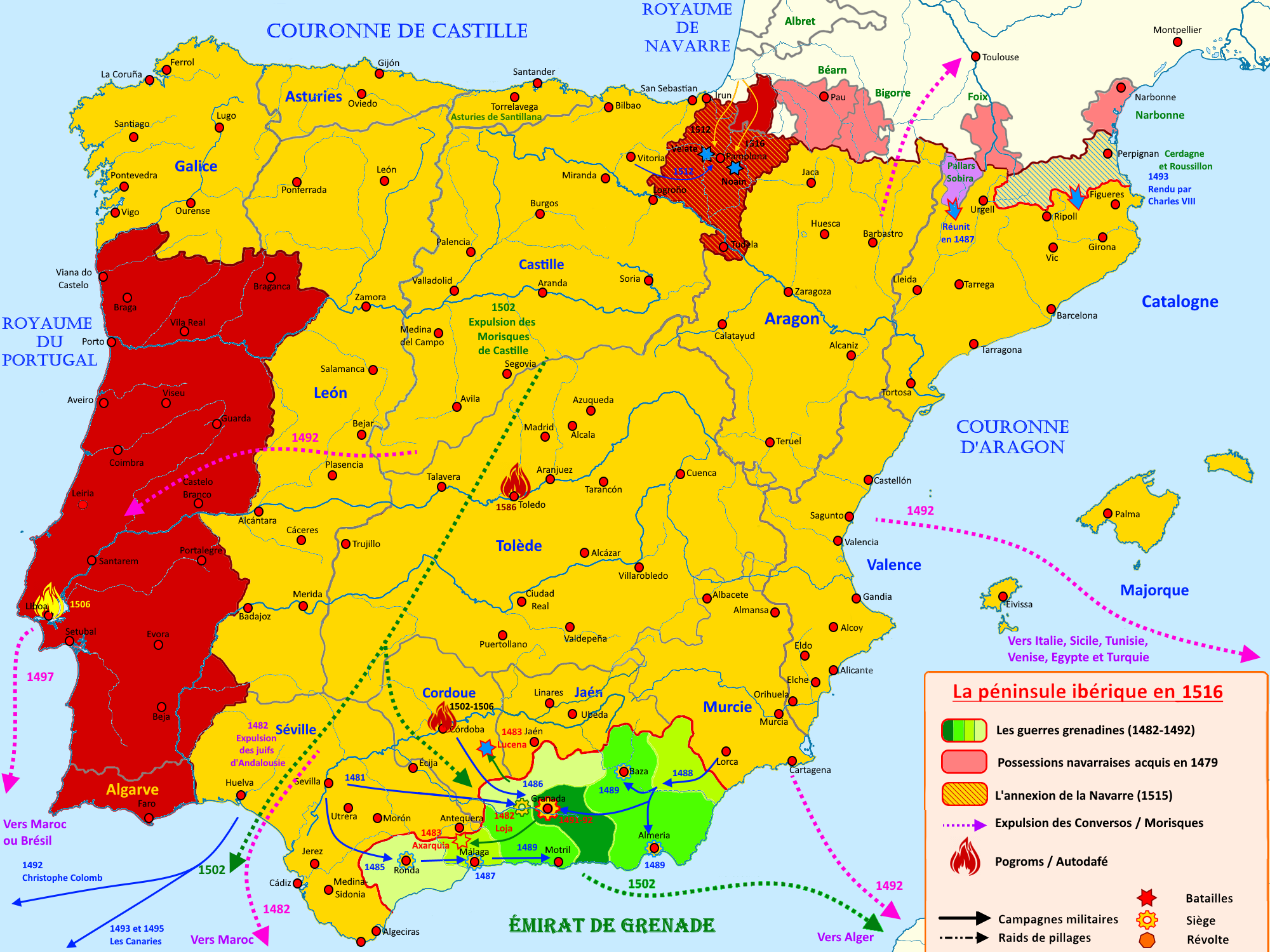
L'union vers la Couronne d'Espagne 1479-1516

## Composition
- La monarchie :

Les Espagnes vers 1500.

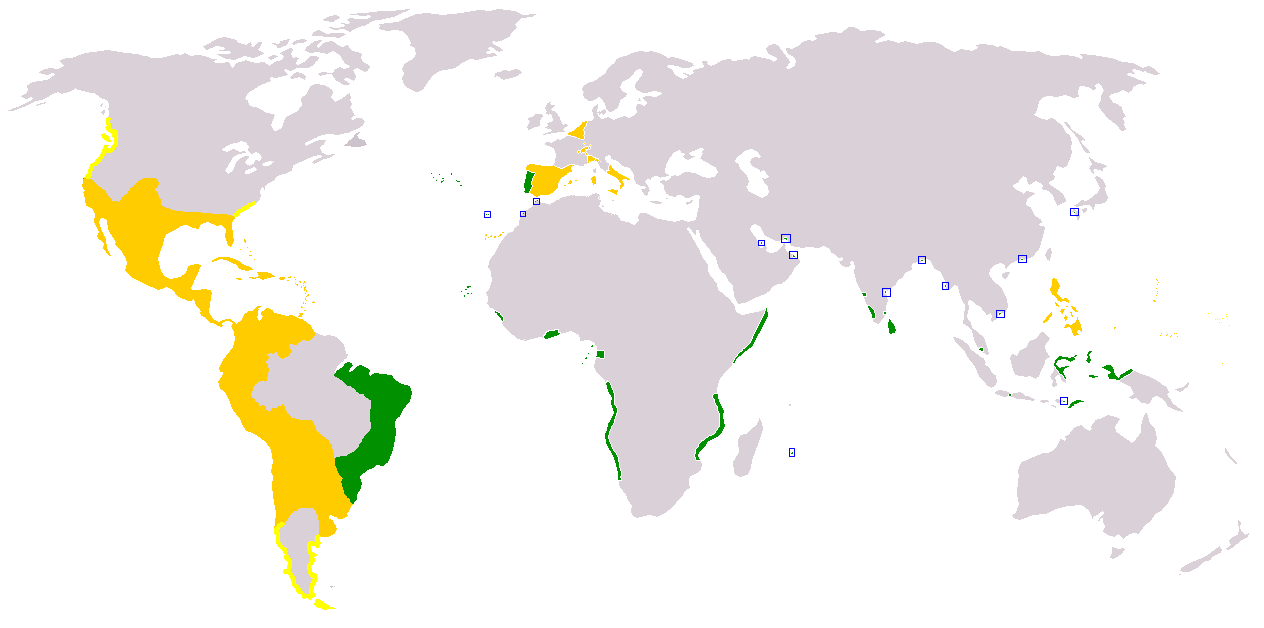
Possession de la Couronne espagnole (en jaune) lors de l'Union ibérique vers 1600.

  - la couronne de Castille, relativement unifiée :
    - le royaume de Castille et Léon ;
    - la titulature incluait toujours les royaumes historiques fondus dans celui de Castille et Léon (Asturies, Galice, Tolède, Murcie, Grenade, Séville, Jaen, Cordoue) ;
    - le royaume de Navarre, distinct de la Castille et Léon par l'existence de Cortès propres et d'un vice-roi particulier ;
    - les royaumes[1] d'outre-mer (Nouvelle-Espagne et Nouvelle-Castille, qui furent redécoupés par la suite) ;
    - les trois provinces basques (Biscaye, Guipuscoa et Alava), qui disposaient d'un régime de large autonomie ;
    - les plazas de soberanía en Afrique du Nord : Santa Cruz de Mar (1476 – 1524), Melilla (1497), Villa Cisneros (1502), Mazalquivir (1505), Peñón de Vélez de la Gomera (1508), Oran (1509 – 1790), Peñón d'Alger (1510-29), Béjaïa (1510-54), Tripoli (1511-51), Tunis (1535-69) et Ceuta (cédée par le Portugal en 1668) ;

  - la couronne d'Aragon, confédération nettement plus lâche :
    - le royaume d'Aragon ;
    - le royaume de Valence ;
    - le royaume de Majorque ;
    - le royaume de Sardaigne ;
    - le royaume de Naples ;
    - le royaume de Sicile ;
    - la principauté de Catalogne (avec le comté de Barcelone, les comtés de Roussillon et de Cerdagne et autres anciens comtés catalans) ;

  - les Pays-Bas et la Franche-Comté (ensemble de provinces réputées indépendantes sous un régime d'union personnelle) ;
  - le duché de Milan, les présides de Toscane et le marquisat de Finale, non intégrés à un héritage particulier ;
  - de 1581 à 1640, il faut y ajouter la couronne de Portugal, avec ses dépendances coloniales.

## Fonctionnement
Derrière l'unité de souverain et la conduite collective des relations avec l'étranger, la monarchie restait fondamentalement marquée par son caractère composite. Le détachement du royaume de Naples en 1553 au profit de Philippe II lors de son mariage avec Marie Tudor en témoigne : chaque principauté restait indépendante du reste. Contrairement à ce que feront les Bourbons au XVIIIe siècle, les Trastamare et les Habsbourg n'essayèrent pas de fondre les États constituant la monarchie en une entité unitaire et cohérente. Ces États conservaient leurs lois, leurs institutions et dans une grande mesure leur indépendance.
Selon l'expression historiographique consacrée, le monarque espagnol était roi absolu en Castille et roi constitutionnel en Aragon. Ajoutons qu'il l'était également dans les Flandres où la tradition de concertation était forte. Du fait de la nature composite déjà évoquée, chaque État fonctionnait indépendamment des autres, selon ses propres organes traditionnels. Dans la réalité, cependant, la liberté dont disposait le souverain en Castille et le poids économique et démographique de cette couronne en faisaient le socle de la monarchie.

### Schéma général
Globalement, un certain nombre de principes généraux s'appliquaient dans tous les territoires. On trouvait ainsi un système de délégation important aux élites locales (noblesse et patriciat urbain) qui s'exprimaient par ailleurs dans des assemblées votant l'impôt et disposant d'un droit de remontrance plus ou moins important selon les régions. Ces assemblées s'appelaient cortès en Espagne, états généraux dans les Flandres, Sénat à Milan… En Aragon, ils disposaient de droits importants et contrôlaient la politique du monarque par le biais d'une délégation permanente qui siégeait entre deux sessions des cortes. Dans les différents territoires, enfin, le roi était représenté par un lieutenant cumulant souvent l'autorité civile et militaire; il portait le titre de vice-roi, de gouverneur ou de stathouder suivant les régions.

### La polysynodie
Au sommet de l'État, on trouvait un système complexe de conseils assistant personnellement le monarque. Ils reprenaient et amplifiaient la vieille tradition du conseil royal itinérant et accompagnant le souverain dans ses déplacements. Ils se contentaient de rendre des avis purement consultatifs et n'intervenaient pas directement. Sur la base de ces avis, le roi agissait en souverain particulier des États concernés, afin de respecter l'indépendance nominale des composantes de la monarchie. Ces conseils siégeaient en Espagne, auprès du prince, ou du régent sous Charles-Quint. À côté du conseil d'État, généraliste, on trouvait deux types de compétences :
- des conseils spécialisés par matière :
  - Conseil des Finances (1523-1803) ;
  - Conseil de Guerre ;
  - Conseil de l'Inquisition ;
  - Conseils de Croisade (1534-1750) ;

- - Conseil des Ordres militaires (1523-).
- des conseils spécialisés par territoire :
  - Conseil royal de Castille (1385-1713) ;
    - Conseil de la Chambre de Castille, émanation du conseil de Castille chargé du patronage royal et des nominations (1588-1713),

  - Conseil royal de la Couronne d'Aragon (1494-1716) ;
  - Conseil royal des Indes (1524-1714) ;
    - Conseil de la Chambre des Indes, équivalent du conseil de la chambre de Castille pour les colonies de cette couronne,

  - Conseil royal d'Italie, émanation du conseil d'Aragon administrant les dépendances italiennes de cette couronne et le duché de Milan (1556-1716) ;
  - Conseil royal des Flandres et de Bourgogne (1555-1713) ;
  - Conseil royal de Portugal (1582-1713).

### La cour
Le monarque étant le seul point commun entre tous les territoires de la monarchie, sa cour constituait en elle-même l'instance de rencontre des intérêts de ces territoires. Elle se composait des hôtels des différents membres de la famille régnante. Le souverain lui-même possédait plusieurs hôtels (maison castillane, maison aragonaise et, à partir de 1517, maison bourguignonne du prince) qui organisaient sa vie quotidienne, les fêtes mais intégraient aussi des organes politiques. Le conseil d'Aragon était ainsi un élément constitutif de la maison aragonaise du monarque. Les différents services existaient théoriquement dans chacune des maisons, mais il existait une sorte de spécialisation :
- la maison de Bourgogne du roi prenait en charge l'essentiel de la vie quotidienne. Conformément à la tradition française, elle se répartissait en cinq offices principaux (la chambre, la bouche, la chapelle, l'écurie et la garde). Elle est formalisée par les instructions de Charles-Quint, en particulier l'ordonnance d'Augsbourg (1548) sur l'organisation de la maison du prince Philippe ;
- la maison de Castille du roi fut largement réduite sous les deux premiers Habsbourg et reprit de l'importance à partir de Philippe III. La chapelle, seule, y était importante (deux-cents des trois-cent trente membres de la maison de Castille sous Charles-Quint figurent dans cet office) ;
- la maison d'Aragon du roi était réduite à une sorte de coquille vide : seuls les grands offices et le conseil y étaient pourvus, en vue d'intégrer les élites de la couronne d'Aragon ;
- il exista également une maison de Portugal du roi, pendant les soixante ans de l'union ibérique. Tout comme celle d'Aragon, elle servait essentiellement à intégrer les élites de ce royaume et à assurer son administration[2].

La cour fut itinérante jusqu'en 1561, date à laquelle elle se fixa à Madrid (avec un intermède à Valladolid entre 1601 et 1609). Outre les trois maisons du souverain, la reine, les principaux princes et certains nobles de haut lignage disposaient également de leur propre hôtel. Chacun entretenait une domesticité nombreuse qui permettait d'intégrer les élites des différents territoires de la monarchie autour du prince. La cour d'Espagne au XVIe siècle était particulièrement nombreuse et cérémonieuse. Elle représenta un véritable modèle d'organisation et d'intégration pour l'Europe, à tel point qu'on considère généralement que les grandes ordonnances curiales de Catherine de Médicis, Henri III et Louis XIV eurent pour objet de hisser la cour de France au niveau de sa voisine d'outre-monts.

## Une diplomatie catholique
Si l'adjectif catholique provient de la titulature royale, il illustre également fort bien l'action menée par les souverains. La ligne directrice de la monarchie fut en effet la défense de la catholicité et dans une plus large mesure de la Chrétienté. Cette défense s'est mise en œuvre à plusieurs niveaux.